# Eulimnichus plebius
Eulimnichus plebius är en skalbaggsart som beskrevs av Sharp 1902. Eulimnichus plebius ingår i släktet Eulimnichus och familjen lerstrandbaggar. Inga underarter finns listade i Catalogue of Life.